# Chytonix griseorufa
Chytonix griseorufa är en fjärilsart som beskrevs av George Francis Hampson 1908. Chytonix griseorufa ingår i släktet Chytonix och familjen nattflyn. Inga underarter finns listade i Catalogue of Life.